# 大孢魚鱗蕨
大孢魚鱗蕨（学名：Acrophorus macrocarpus）为鱗毛蕨科魚鱗蕨屬下的一个种。现接受名为大果鱼鳞蕨（Dryopteris wuzhaohongii Li Bing Zhang, 2012）。